# Ретов, Мартин
Мартин Ретов (дат. Martin Retov; род. 5 мая 1980, Рёдовре, Дания) — бывший датский футболист, полузащитник, ныне главный тренер клуба «Хорсенс».

## Карьера игрока

### Клубная
Мартин начинал карьеру в детской команде «Рисхёй», откуда в 1995 году перешёл в юношескую команду клуба «Кёге». В 1999 году он дебютировал за «Кёге» во взрослом футболе в матчах первого дивизиона Дании. В сезоне 2001/02 Мартин в составе «Кёге» выиграл этот турнир. В сезоне 2002/03 полузащитник провёл свой единственный матч за «Кёге» в Суперлиге Дании. Летом 2002 года Мартин перебрался в «Брондбю». Он провёл в этом клубе 6 сезонов, сыграв в 220 матчах высшего датского дивизиона и забив в них 23 гола. Полузащитник был частью команды, оформившей исторический «золотой дубль» в сезоне 2004/05.
В 2008 году Мартин ушёл в «Ганзу», игравшую во Второй Бундеслиге. Полузащитник отыграл в немецкой команде 2 года, приняв участие в 55 встречах второй лиги Германии, отличившись 4 раза. В 2010 году «Ганза» вылетела в Третью Бундеслигу, а игрок вернулся на родину, подписав контракт с «Хорсенс». За 5 лет полузащитник сыграл в 120 матчах Суперлиги и Первого дивизиона, забив 8 голов. В 2015 году он принял решение завершить свои выступления и начать тренерскую карьеру.

### Международная
В 2001 году Мартин провёл 3 матча в составе молодёжной сборной Дании. Его дебют за национальную сборную Дании состоялся 18 января 2004 года: в перерыве товарищеской встречи против сборной США полузащитник заменил Николая Стокхольма и был удалён с поля на 84-й минуте за две жёлтые карточки. Свой последний матч в футболке датской национальной команды он сыграл 19 ноября 2008 года: в товарищеской игре со сборной Уэльса Мартин вышел на поле в стартовом составе и был заменён Томасом Кристенсеном на 71-й минуте. Всего Мартин принял участие в 10 международных матчах.
| Матчи Мартина Ретова за сборную Дании | Матчи Мартина Ретова за сборную Дании | Матчи Мартина Ретова за сборную Дании | Матчи Мартина Ретова за сборную Дании | Матчи Мартина Ретова за сборную Дании | Матчи Мартина Ретова за сборную Дании |
| ------------------------------------- | ------------------------------------- | ------------------------------------- | ------------------------------------- | ------------------------------------- | ------------------------------------- |
| №                                     | Дата                                  | Соперник                              | Счёт                                  | Голы                                  | Соревнование                          |
| 1                                     | 18 января 2004                        | США                                   | 1:1                                   | —                                     | Товарищеский матч                     |
| 2                                     | 24 апреля 2004                        | Шотландия                             | 1:0                                   | —                                     | Товарищеский матч                     |
| 3                                     | 26 января 2006                        | Сингапур                              | 2:1                                   | —                                     | Товарищеский матч                     |
| 4                                     | 29 января 2006                        | Гонконг                               | 3:0                                   | —                                     | Товарищеский матч                     |
| 5                                     | 1 февраля 2006                        | Республика Корея                      | 3:1                                   | —                                     | Товарищеский матч                     |
| 6                                     | 29 мая 2008                           | Нидерланды                            | 1:1                                   | —                                     | Товарищеский матч                     |
| 7                                     | 1 июня 2008                           | Польша                                | 1:1                                   | —                                     | Товарищеский матч                     |
| 8                                     | 20 августа 2008                       | Испания                               | 0:3                                   | —                                     | Товарищеский матч                     |
| 9                                     | 6 сентября 2008                       | Венгрия                               | 0:0                                   | —                                     | Чемпионат мира 2010 (отбор)           |
| 10                                    | 19 ноября 2008                        | Уэльс                                 | 0:1                                   | —                                     | Товарищеский матч                     |

Итого: 10 матчей / 0 голов; 4 победы, 4 ничьи, 2 поражения.

## Достижения
«Кёге»
- Победитель Первого дивизиона Дании (1): 2001/02

 «Брондбю»
- Чемпион Дании (1): 2004/05
- Обладатель Кубка Дании (3): 2002/03, 2004/05, 2007/08

## Тренерская карьера
В день окончания карьеры игрока Мартин объявил, что сразу же начинает тренерскую, в качестве ассистента главного тренера юношеской команды «Орхуса». В этом качестве он отработал сезон 2015/16, после чего перешёл на аналогичную должность в юношескую команду «Брондбю». В 2017 году его повысили до помощника главного тренера взрослого «Брондбю». Мартин находился в должности в течение 7 сезонов, а в 2019 году на протяжении полугода исполнял обязанности главного тренера клуба.
В 2024 году Мартин начал самостоятельную тренерскую карьеру, возглавив клуб «Хорсенс», выступавший в первом дивизионе Дании.